# Federico Ibarra
Federico Ibarra (født 25. juli 1946 i Mexico City Mexico) er en mexicansk komponist , pianist, dirigent og anmelder.
Ibarra studerede kompostition på Escuela Nacinal de Musica , og senere privat hos bl.a. Karlheinz Stockhausen.
Han har skrevet 2 symfonier, orkesterværker, operaer, kammermusik, teatermusik, kor, vokalværker og klaverstykker etc. Ibarra er avantgardist i sin kompositionsstil , og har ligeledes dirigeret og ledet forskellige moderne ensembler.

## Udvalgte værker
- Symfoni nr. 1 (1991) - for orkester
- Symfoni nr. 2 "Søvnens antikamre" (1993) - for orkester
- "Leoncio og Lena" (1981) -  opera
- "Fra Orestes" (1984) - opera